# Cerelles
Cerelles é uma comuna francesa na região administrativa do Centro, no departamento Indre-et-Loire. Estende-se por uma área de 12,39 km². Em 2010 a comuna tinha 1 233 habitantes (densidade: 99,5 hab./km²).